# South Nyack
South Nyack är en ort (village) i kommunen Orangetown i Rockland County i delstaten New York. Vid 2020 års folkräkning hade South Nyack 2 699 invånare.